# Lijst van voetbalinterlands Congo-Brazzaville - Nigeria
Deze lijst van voetbalinterlands is een overzicht van alle officiële voetbalwedstrijden tussen de nationale teams van Congo-Brazzaville en Nigeria. De landen hebben tot op heden twaalf keer tegen elkaar gespeeld. De eerste ontmoeting was een kwalificatiewedstrijd voor de Afrika Cup 1972 op 8 november 1970 in Ibadan. Het laatste duel, een groepswedstrijd tijdens het African Championship of Nations 2024, werd gespeeld op 19 augustus 2025 in Dar es Salaam (Tanzania).

## Wedstrijden
| №  | Plaats        | Datum            | Competitie                           | Wedstrijd                   | Uitslag |
| -- | ------------- | ---------------- | ------------------------------------ | --------------------------- | ------- |
| 1  | Ibadan        | 8 november 1970  | Afrika Cup 1972 kwalificatie         | Nigeria − Congo-Brazzaville | 0 − 0   |
| 2  | Brazzaville   | 22 november 1970 | Afrika Cup 1972 kwalificatie         | Congo-Brazzaville − Nigeria | 2 − 1   |
| 3  | Ibadan        | 5 augustus 1972  | WK 1974 kwalificatie                 | Nigeria − Congo-Brazzaville | 2 − 1   |
| 4  | Brazzaville   | 15 augustus 1972 | WK 1974 kwalificatie                 | Congo-Brazzaville − Nigeria | 1 − 1   |
| 5  | Brazzaville   | 26 oktober 1975  | Afrika Cup 1976 kwalificatie         | Congo-Brazzaville − Nigeria | 0 − 1   |
| 6  | Lagos         | 9 november 1975  | Afrika Cup 1976 kwalificatie         | Nigeria − Congo-Brazzaville | 2 − 1   |
| 7  | Pointe-Noire  | 20 december 1992 | WK 1994 kwalificatie                 | Congo-Brazzaville − Nigeria | 0 − 1   |
| 8  | Enugu         | 27 februari 1993 | WK 1994 kwalificatie                 | Nigeria − Congo-Brazzaville | 2 − 0   |
| 9  | Lagos         | 28 januari 2000  | Afrika Cup 2000                      | Nigeria − Congo-Brazzaville | 0 − 0   |
| 10 | Calabar       | 6 september 2014 | Afrika Cup 2015 kwalificatie         | Nigeria − Congo-Brazzaville | 2 − 3   |
| 11 | Pointe-Noire  | 15 november 2014 | Afrika Cup 2015 kwalificatie         | Congo-Brazzaville − Nigeria | 0 − 2   |
| 12 | Dar es Salaam | 19 augustus 2025 | African Championship of Nations 2024 | Nigeria − Congo-Brazzaville | 2 − 0   |

## Samenvatting
| Competitie                      | Totaal gespeeld | Winst Congo-Brazzaville | Gelijk | Winst Nigeria | Doelsaldo Congo-Brazzaville – Nigeria |
| ------------------------------- | --------------- | ----------------------- | ------ | ------------- | ------------------------------------- |
| WK-kwalificatie                 | 4               | 0                       | 1      | 3             | 2 − 6                                 |
| Afrika Cup                      | 1               | 0                       | 1      | 0             | 0 − 0                                 |
| Afrika Cup-kwalificatie         | 6               | 2                       | 1      | 3             | 6 − 8                                 |
| African Championship of Nations | 1               | 0                       | 0      | 1             | 0 − 2                                 |
| Totaal                          | 12              | 2                       | 3      | 7             | 8 − 16                                |

Wedstrijden bepaald door strafschoppen worden, in lijn met de FIFA, als een gelijkspel gerekend.
FCF · 
Vrouwenelftal van Congo-Brazzaville
1960–1969 ·
1970–1979 ·
1980–1989 ·
1990–1999 ·
2000–2009 ·
2010–2019 ·
2020−2029
1960 ·
1961 ·
1962 ·
1963 ·
1964 · 
1965 ·
1966 · 
1967 ·
1968 · 
1969 ·
1970 · 
1971 ·
1972 · 
1973 ·
1974 · 
1975 · 
1976 ·
1977 · 
1978 ·
1979 ·
1979 · 
1980 ·
1980 · 
1981 ·
1982 ·
1983 ·
1984 · 
1985 ·
1986 · 
1987 ·
1988 · 
1989 ·
1990 · 
1991 ·
1992 · 
1993 ·
1994 · 
1995 ·
1996 · 
1997 ·
1998 · 
1999 ·
2000 · 
2001 ·
2002 · 
2003 ·
2004 · 
2005 · 
2006 ·
2007 · 
2008 ·
2009 · 
2010 · 
2011 ·
2012 · 
2013 · 
2014 ·
2015 ·
2016 ·
2017 ·
2018 ·
2019 ·
2020 ·
2021 ·
2022 ·
2023
Algerije ·
Angola ·
Benin ·
Burkina Faso ·
Burundi ·
Canada ·
Centraal-Afrikaanse Republiek ·
Congo-Kinshasa ·
Egypte ·
Equatoriaal-Guinea ·
Ethiopië ·
Gabon ·
Gambia ·
Ghana ·
Guinee ·
Guinee-Bissau ·
Ivoorkust ·
Kaapverdië ·
Kameroen ·
Kenia ·
Liberia ·
Libië ·
Madagaskar ·
Malawi ·
Mali ·
Marokko ·
Mauritanië ·
Mauritius ·
Mozambique ·
Namibië ·
Niger ·
Nigeria ·
Noord-Korea ·
Oeganda ·
Rwanda ·
Sao Tomé en Principe ·
Saoedi-Arabië ·
Senegal ·
Sierra Leone ·
Soedan ·
Swaziland ·
Tanzania ·
Thailand ·
Togo ·
Tsjaad ·
Tunesië ·
Zambia ·
Zimbabwe ·
Zuid-Afrika ·
Zuid-Soedan
NFA · A-internationals · Selecties · Bondscoaches · Statistieken · Nigeriaans vrouwenelftal · Olympisch elftal · Nigeria U21 · Nigeria U20 · Nigeria U19 · Nigeria U18 · Nigeria U17
1950 – 1959 · 
1960 – 1969 · 
1970 – 1979 · 
1980 – 1989 · 
1990 – 1999 · 
2000 – 2009 · 
2010 – 2019 ·
2020 − 2029
CC 1995 · 
CC 2013
WK 1994 · 
WK 1998 · 
WK 2002 · 
WK 2010 · 
WK 2014 · 
WK 2018
OS 1968 · 
OS 1980 · 
OS 1988 · 
OS 1996 · 
OS 2000 · 
OS 2008 · 
OS 2016
1949 · 
1950 · 1951 · 1952 · 1953 · 1954 · 
1955 · 
1956 · 
1957 · 
1958 · 
1959 · 
1960 · 
1961 · 
1962 · 
1963 · 
1964 · 
1965 · 
1966 · 
1967 · 
1968 · 
1969 · 
1970 · 
1971 · 
1972 · 
1973 · 
1974 · 
1975 · 
1976 · 
1977 · 
1978 · 
1979 · 
1980 · 
1981 · 
1982 · 
1983 · 
1984 · 
1985 · 
1986 · 
1987 · 
1988 · 
1989 · 
1990 · 
1991 · 
1992 · 
1993 · 
1994 · 
1995 · 
1996 · 
1997 · 
1998 · 
1999 · 
2000 · 
2001 · 
2002 · 
2003 · 
2004 · 
2005 · 
2006 · 
2007 · 
2008 · 
2009 · 
2010 · 
2011 · 
2012 · 
2013 · 
2014 ·
2015 ·
2016 ·
2017 ·
2018 ·
2019 ·
2020 ·
2021 ·
2022 ·
2023 ·
2024 ·
2025
Algerije ·
Angola ·
Argentinië ·
Australië ·
Benin ·
Bosnië en Herzegovina ·
Botswana ·
Brazilië ·
Bulgarije ·
Burkina Faso ·
Burundi ·
Canada ·
Centraal-Afrikaanse Republiek ·
Colombia ·
Congo-Brazzaville ·
Congo-Kinshasa ·
Costa Rica ·
Denemarken ·
Duitsland ·
Ecuador ·
Egypte ·
Engeland ·
Equatoriaal-Guinea ·
Eritrea ·
Ethiopië ·
Frankrijk ·
Gabon ·
Gambia ·
Georgië ·
Ghana ·
Griekenland ·
Guinee ·
Guinee-Bissau ·
Ierland ·
IJsland ·
Indonesië ·
Iran ·
Italië ·
Ivoorkust ·
Jamaica ·
Japan ·
Joegoslavië ·
Jordanië ·
Kaapverdië · 
Kameroen ·
Kenia ·
Kroatië ·
Lesotho ·
Liberia ·
Libië ·
Luxemburg ·
Madagaskar ·
Malawi ·
Mali ·
Marokko ·
Mexico ·
Mozambique ·
Namibië ·
Nederland ·
Niger ·
Noord-Korea ·
Noord-Macedonië ·
Noorwegen ·
Oeganda ·
Oekraïne ·
Oezbekistan ·
Oostenrijk ·
Paraguay ·
Peru ·
Polen ·
Portugal ·
Roemenië ·
Rusland ·
Rwanda ·
Saoedi-Arabië ·
Sao Tomé en Principe ·
Schotland ·
Senegal ·
Servië ·
Seychellen ·
Sierra Leone ·
Soedan ·
Spanje ·
Swaziland ·
Tahiti ·
Tanzania ·
Thailand ·
Togo ·
Tsjaad ·
Tsjechië ·
Tunesië ·
Uruguay ·
Venezuela ·
Verenigde Staten ·
Zambia ·
Zimbabwe ·
Zuid-Afrika ·
Zuid-Korea ·
Zweden ·
Zwitserland
Argentinië (2010) ·
Argentinië (2014) ·
Argentinië (2018) ·
Bosnië en Herzegovina (2014) ·
Burkina Faso (2013) ·
Frankrijk (2014) ·
Iran (2014) ·
IJsland (2018) ·
Kroatië (2018) ·
Zuid-Korea (2010)